# 2027
Het jaar 2027 is een jaartal volgens de christelijke jaartelling.

## Gebeurtenissen
- Dit jaar zal het autopsierapport van Elvis Presley openbaar gemaakt worden, precies 50 jaar na zijn dood.
- Dit jaar worden de FBI-rapporten over Martin Luther King openbaar gemaakt.
- Verwachte oplevering van de tweede Gotthard-wegtunnel.